# Колю Фичето (нос)
Носът Колю Фичето (на английски: Ficheto Point) е свободен от лед морски нос от югоизточната страна на входа в Драконския залив (Дрегън Коув) на североизточния бряг на полуостров Варна, остров Ливингстън, вдаващ се 400 м в протока Макфарлън. Разположен 2,3 km югоизточно от нос Уилямс, 800 m на изток-югоизток от нос Сигрица, 1,3 km източно от нунатак Сейър и 2,9 km северозападно от нос Поморие. Свободна от лед прилежаща площ 19 ха. Районът е посещаван от ловци на тюлени през XIX век.
Координатите му са: 62°28′04″ ю. ш. 60°06′35″ з. д. / 62.467778° ю. ш. 60.109722° з. д..
Наименуван е на българския архитект, строител и скулптор Никола Фичев – Колю Фичето (1800 – 1881). Името е официално дадено на 15 декември 2006 г. Обнародвано е с указ на Президента на Република България на 31 май 2016 г.
Британско картографиране от 1968 г., българско от 2005, 2009 и 2012 г.

## Карти
- L.L. Ivanov et al, Antarctica: Livingston Island, South Shetland Islands (from English Strait to Morton Strait, with illustrations and ice-cover distribution), 1:100000 scale topographic map, Antarctic Place-names Commission of Bulgaria, Sofia, 2005
- Л. Иванов. Антарктика: Остров Ливингстън и острови Гринуич, Робърт, Сноу и Смит. Топографска карта в мащаб 1:120000. Троян: Фондация Манфред Вьорнер, 2009. ISBN 978-954-92032-4-0
- Л. Иванов. Карта на остров Ливингстън. В: Иванов, Л. и Н. Иванова. Антарктика: Природа, история, усвояване, географски имена и българско участие. София: Фондация Манфред Вьорнер, 2014. с. 18 – 19. ISBN 978-619-90008-1-6
- L.L. Ivanov. Antarctica: Livingston Island and Smith Island. Scale 1:100000 topographic map. Manfred Wörner Foundation, 2017. ISBN 978-619-90008-3-0